# الإعاقة في تشيلي

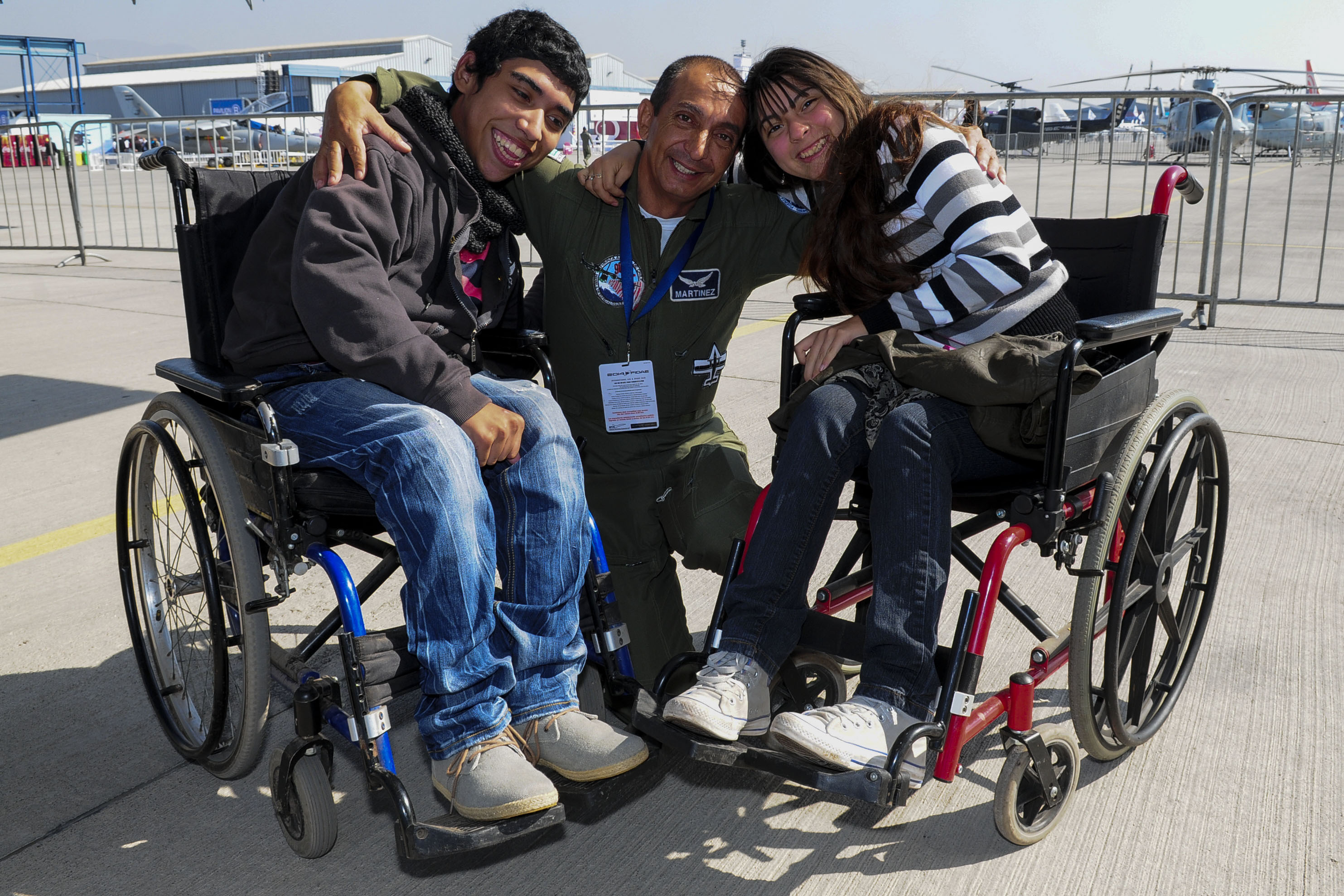
طيار تشيلي وطفلين في المعرض الدولي للطيران والفضاء الجوي 2014 في سانتياغو.

يوجد حوالي 2،800،000 شخص من ذوي الإعاقة في تشيلي. في الغالب، يتمتع مواطنو تشيلي بوجهة نظر إيجابية إلى حد كبير تجاه الأشخاص ذوي الإعاقة، على الرغم من استمرار التمييز في التوظيف وغيره من المجالات على أساس المفاهيم الخاطئة حول الإعاقة. وتستخدم الدولة إلى حد كبير النموذج الاجتماعي للإعاقة في تعاملها مع السياسات والقوانين الشاملة المتعلقة بالأشخاص ذوي الإعاقة. صادقت تشيلي على اتفاقية حقوق الأشخاص ذوي الإعاقة في عام 2008 وأصدرت عدة قوانين تهدف إلى توفير الحقوق والاندماج للأشخاص ذوي الإعاقة. في عام 2010، أنشأت تشيلي الخدمة الوطنية للأشخاص ذوي الإعاقة (Servicio Nacional de la Discapacidad SENADIS) بهدف تنسيق السياسات المتعلقة بالأشخاص ذوي الإعاقة. تعتبر إمكانية الوصول إلى سانتياغو جيدة جدًا بشكل عام، كما تعمل المتنزهات الوطنية في تشيلي أيضًا على توفير إمكانية الوصول إلى المناطق الطبيعية المملوكة للدولة.

## التركيبة السكانية
وجدت دراسة الإعاقة الوطنية التي أجرتها الحكومة التشيلية في عام 2015 أن 16.7% من السكان، أي حوالي 2،800،000 شخص في تشيلي، يعانون من نوع ما من الإعاقة. يعاني حوالي 8.3% من التشيليين من إعاقة شديدة بينما يعاني 11.7% منهم من مستويات منخفضة إلى متوسطة من الإعاقة. وجد تعداد سابق أجري عام 2012 أن عدد النساء ذوات الإعاقة كان أكبر قليلاً (54.3%) من عدد الرجال (46.6%). وفي عام 2012 أيضًا، وجدت المؤسسة الوطنية للأشخاص ذوي الإعاقة (FND) أن النوع الأكثر شيوعًا من الإعاقة في تشيلي هو الإعاقة الحسية. لم يتضمن تعداد السكان الوطني لعام 2017 أي أسئلة حول الإعاقة.
تعاني تشيلي من مستوى مرتفع من عدم المساواة الاجتماعية والاقتصادية، كما أن الأشخاص ذوي الإعاقة أكثر عرضة للعيش في فقر. وجدت وزارة التنمية الاجتماعية أن «سبعة من كل عشرة أشخاص من ذوي الإعاقة ينتمون إلى أفقر ثلاث شرائح من السكان». قبل قانون إدماج العمالة لعام 2018، تم توظيف حوالي 12910 عاملاً من ذوي الإعاقة في القطاع الخاص. وفقًا لدراسة الإعاقة الوطنية لعام 2015، فإن 39.3% فقط من الأشخاص ذوي الإعاقة يعملون وحوالي 32% منهم يتلقون أجورًا أقل.

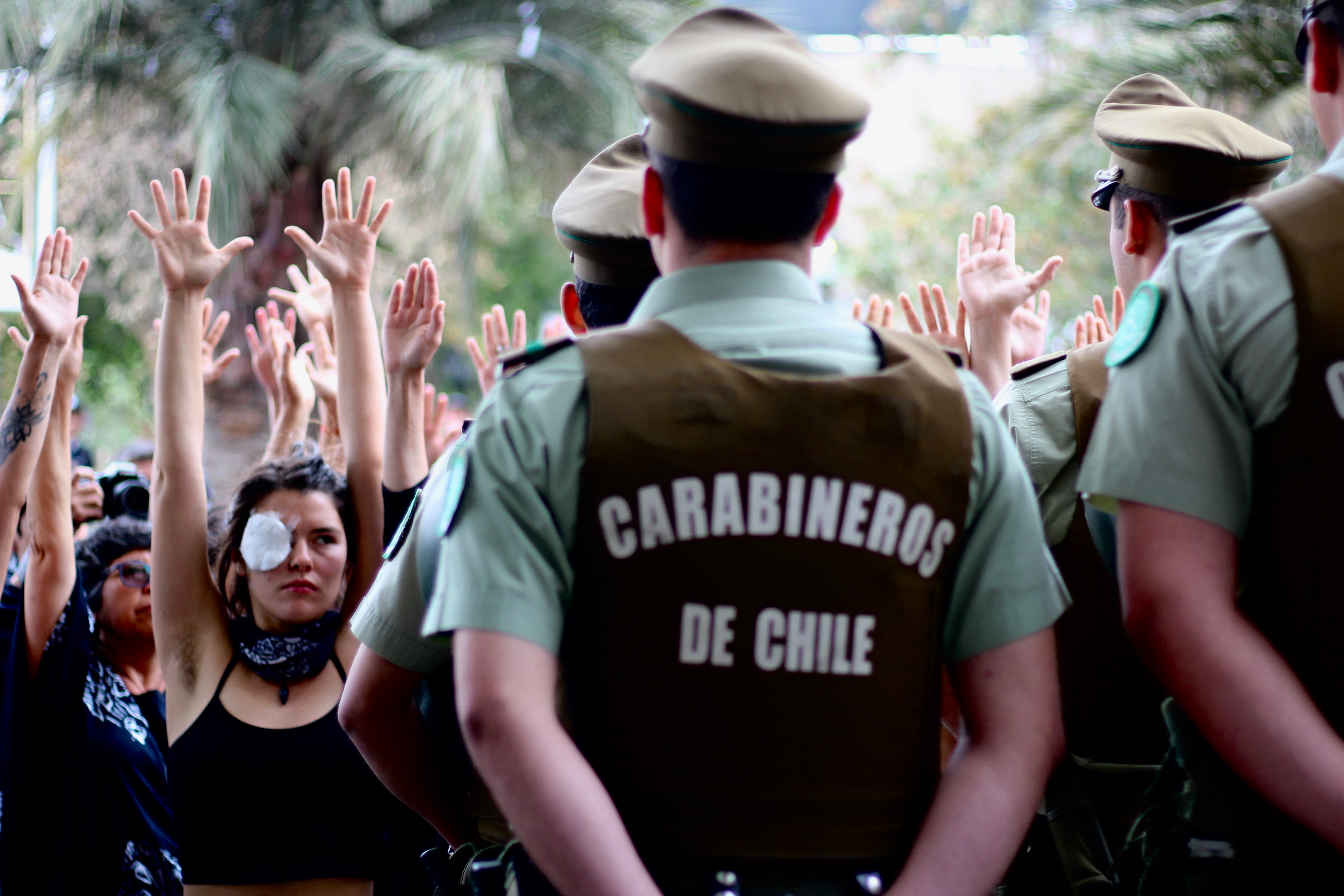
متظاهرة في تشيلي تُعاني من إصابة في عينها، 2 نوفمبر 2019.

خلال احتجاجات عام 2019 في تشيلي، أصيب أكثر من 200 شخص شاركوا في المظاهرات بإصابات في العين بسبب استخدام ضباط أمن الدولة (الكارابينروس) للخرطوش أو الرصاص المطاطي على المتظاهرين. ومن بين هؤلاء، احتاج 50 منهم إلى عيون اصطناعية وأصبح العديد منهم أعمى. في المتوسط، كان متوسط عمر الأشخاص الذين أصيبوا بصدمة في العين حوالي 30 عامًا. في 7 نوفمبر 2019، أعلنت الجمعيات الصحية حالة الطوارئ الصحية بسبب إصابات العين.

## السياسة
بدأت تشيلي في استخدام النموذج الاجتماعي للإعاقة ابتداءً من عام 1990. وشمل ذلك تعزيز الحقوق المتساوية للأشخاص ذوي الإعاقة والبرامج القائمة على الحقوق والتي تدعو إلى إدماجهم في المجتمع. في عام 2010، تم إنشاء الخدمة الوطنية للأشخاص ذوي الإعاقة (Servicio Nacional de la Discapacidad SENADIS) لضمان إدراج الأشخاص ذوي الإعاقة في السياسات العامة وضمان حماية حقوق الأشخاص ذوي الإعاقة بموجب القانون. ومع ذلك، فإن الخدمة الوطنية للأشخاص ذوي الإعاقة لا يتم تمويلها بشكل جيد. المديرة الحالية للخدمة الوطنية للأشخاص ذوي الإعاقة هي ماريا شيمينا ريفاس. يجب على الأفراد الراغبين في الحصول على الخدمات للأشخاص ذوي الإعاقة الحصول على شهادة من لجنة الطب الوقائي والإعاقة (Comisiones de Medicina Preventiva e Invalidez COMPIN).
هناك نوعان من المعاشات التقاعدية في تشيلي. معاش العجز (Pensión de Invalidez PI) هو جزء من نظام المعاشات التقاعدية الخاص ويمكن الوصول إليه من قبل الأشخاص غير القادرين على العمل. يمكن للأفراد الأكثر فقراً التقدم بطلب للحصول على معاش التضامن الأساسي للعجز (Pensión Básica Solidaria de Invalidez PBSI). يمكن لأولئك الذين لم يساهموا في نظام الضمان الاجتماعي التقدم بطلب للحصول على معاشات الإعاقة. اعتبارًا من عام 2015، تغطي المعاشات التقاعدية حوالي 23% فقط من الأشخاص ذوي الإعاقة في تشيلي.

### المنظمات غير الحكومية
تأسست أقدم جمعية وطنية للصم في أمريكا الجنوبية في تشيلي حوالي عام 1900 في سانتياغو، ثم أصبحت فيما بعد الجمعية التشيلية للصم والبكم في عام 1913. في أكتوبر 1929، أعيد تنظيمهم تحت اسم Asociación de Sordos de Chile (الجمعية التشيلية للصم).
يعد الماراثون التليفزيوني السنوي المعروف باسم تيليثون وسيلة لجمع الأموال للأطفال ذوي الإعاقة. بدأت قناة تيليتون في عام 1978 وظلت تحظى بشعبية كبيرة بمرور الوقت. وهو مشابه لبرامج التبرعات التلفزيونية التي ينظمها جيري لويس في الولايات المتحدة.

### التشريع
في عام 1990، نص المرسوم رقم 490 على إدراج الطلاب ذوي الاحتياجات الخاصة في الفصول الدراسية العامة. تم سن قانون التكامل الاجتماعي للأشخاص ذوي الإعاقة (القانون رقم 19.284) في عام 1993. استخدم هذا القانون نموذجًا طبيًا للإعاقة.
وقعت تشيلي على اتفاقية حقوق الأشخاص ذوي الإعاقة في عام 2007 وصادقت عليها في عام 2008.
تم إقرار القانون رقم 20.255 في عام 2008 والذي يحل محل برنامج معاشات المساعدة (Pensiones Asisteniales PASIS) مع معاش التضامن الأساسي للعجز (Pensión Básica Solidaria de Invalidez PBSI). ينص المرسوم رقم 170 لعام 2009 على معايير قياس أهلية الدعم المالي للطلاب ذوي الاحتياجات الخاصة.
تم سن القانون رقم 20.422، «القانون الذي يحدد القواعد والمعايير المتعلقة بتكافؤ الفرص والاندماج الاجتماعي للأشخاص ذوي الإعاقة» في فبراير 2010. يُعرّف القانون الأشخاص ذوي الإعاقة بأنهم أولئك الذين يعانون من نوع واحد أو أكثر من «القصور»، سواء كان جسديًا أو عقليًا أو حسيًا مما يحد من «مشاركتهم الكاملة والفعالة في المجتمع». كما أنشأ القانون أيضًا الخدمة الوطنية للأشخاص ذوي الإعاقة (Servicio Nacional de la Discapacidad SENADIS). تم ذكر لغة الإشارة في هذا القانون لأول مرة في التاريخ القانوني لتشيلي، معترفًا بلغة الإشارة «كوسيلة طبيعية للتواصل بين مجتمع الصم». كما ينص القانون على أن هيئات البث التلفزيوني يجب أن توفر وسائل للأفراد لتمكينهم من الوصول إلى الترجمة وتفسير لغة الإشارة للبرامج. وينص القانون 20.422 أيضًا على تكافؤ الفرص والاندماج الاجتماعي للأشخاص ذوي الإعاقة. ويهدف القانون نفسه أيضًا إلى حماية الأشخاص ذوي الإعاقة من التمييز ضدهم في العمل.
بموجب القانون رقم 20.602 لعام 2012 الصادر في أغسطس 2012، تم الاعتراف بلغة الإشارة التشيلية كلغة رسمية.
تم سن القانون رقم 21.015 في مايو 2017، وهو يعدل بعض أحكام القانون 20.422، وخاصة فيما يتعلق بتوظيف الأشخاص ذوي الإعاقة. ابتداءً من عام 2018، يجب على أي شركة في تشيلي تضم 100 موظف أو أكثر أن تخصص حصة قدرها 1% من قوتها العاملة من الأشخاص ذوي الإعاقة. بالإضافة إلى ذلك، لا يُسمح بالتمييز ضد الأشخاص ذوي الإعاقة في مكان العمل.

### التعليم
يساعد التعليم الخاص في تشيلي الأطفال الذين يعانون من أنواع مختلفة من الإعاقة. يمكن مساعدة الأطفال في الفصل الدراسي أو في الموقع بالمستشفيات. وفقًا لتقرير منظمة التعاون الاقتصادي والتنمية لعام 2017، تبذل تشيلي «جهدًا واضحًا لاستهداف الموارد للطلاب المعرضين للخطر»، بما في ذلك الطلاب ذوي الإعاقة. عملت الحكومة على تحسين تعليم ذوي الاحتياجات الخاصة، وخاصة من خلال برنامج التكامل المدرسي (PIE). ومع ذلك، لا يزال هناك «نقص» في توفير الخدمات التعليمية للطلاب ذوي الإعاقات الدائمة ومستوى منخفض من دمج الطلاب ذوي الاحتياجات الخاصة في الفصول الدراسية العادية. لا يتمتع العديد من المعلمين في المدارس العادية بالتدريب اللازم للعمل مع الطلاب ذوي الاحتياجات الخاصة. بالإضافة إلى ذلك، لا تقوم المدارس دائمًا بتشخيص احتياجات الطلاب ذوي الإعاقة بشكل مناسب أو صحيح، مما يعني أن الطلاب قد لا يحصلون على الموارد الصحيحة. اعتبارًا من عام 2019، كان معلمو التعليم الخاص يكسبون أموالًا أقل من أنواع المعلمين الآخرين.
تأسس مركز دراسات لغة الإشارة (CELENSE) في عام 1987 بهدف تدريس لغة الإشارة التشيلية (LSCh) لمجتمع الصم. يمكن للطلاب الصم الوصول إلى مترجمي اللغة الإنجليزية كلغة ثانية في الفصل الدراسي.
اعتبارًا من عام 2016، أكمل 46.9% فقط من الأشخاص ذوي الإعاقة المستوى الأساسي من التعليم. وجدت دراسة أجريت عام 2005 أن 6.6% فقط من الشباب ذوي الإعاقة يلتحقون بالجامعة ويتخرج عدد أقل منهم.

## إمكانية الوصول
أنشأت هيئة السياحة الوطنية (SERNATUR) وهيئة الإعاقة الوطنية (SENADIS) في تشيلي «دليلًا شاملاً» للسفر في البلاد مع الإعاقة. يوفر النظام الوطني للمناطق البرية المحمية من قبل الدولة (Sistema Nacional de Áreas Silvestres Protegidas del Estado SNASPE) خدمات يمكن الوصول إليها في المتنزهات الوطنية والمحميات والمعالم الوطنية. بدأت منظمة SNASPE طواعية في تحسين هذه المناطق الطبيعية لتسهيل الوصول إليها في أوائل العقد الأول من القرن الحادي والعشرين.
تعتبر مدينة سانتياغو أكثر سهولة في الوصول إليها من المدن الأخرى في أمريكا اللاتينية. تم الكشف عن أول فن شوارع للمكفوفين، «Manos a la pared»، في عام 2018 في المدينة. أصبحت الحافلات ومحطات المترو الأحدث في سانتياغو متاحة للأشخاص الذين يستخدمون الكراسي المتحركة والأشخاص ذوي الإعاقات الجسدية. لقد تأخرت التحسينات في وسائل النقل العام في المدن الأخرى عن سانتياغو. ومع ذلك، فإن كل من سانتياغو وكونسيبسيون لديهما إشارات مرور ومواقع عبور الشوارع مع رصف صوتي وملموس.
في تسعينيات القرن العشرين، بدأ نادي ريال دي سوردوس (CRESOR) في طلب مترجمين للغة الإشارة التشيلية (LSCh) لبث الأخبار. رفع مجتمع الصم دعاوى قضائية من أجل تأمين حقوقهم في الوصول إلى المعلومات على شاشة التلفزيون. احتج أعضاء مجتمع الصم أيضًا من أجل حقوقهم. تم إقرار القانون رقم 20.422 والذي ينص على أنه يجب بث المعلومات الطارئة على التلفاز مع مترجم لغة الإشارة أو مع ترجمة مغلقة.
يواجه الأشخاص ذوو الإعاقة صعوبة أكبر في الوصول إلى الخدمات الصحية في تشيلي، سواء كان الأمر يتعلق بالوصول إلى المنشأة أو دفع تكاليف العلاج. على الرغم من أن تشيلي لديها نظام رعاية صحية شامل، إلا أن الأشخاص ذوي الإعاقة لا يزالون يواجهون مشاكل في الحصول على الرعاية. يبلغ المرضى أنهم يشعرون وكأنهم يعتبرون «ذوي أولوية منخفضة». كما تواجه النساء أيضًا مشاكل أكبر في الوصول إلى الرعاية الصحية مقارنة بالرجال في تشيلي.
استضافت تشيلي، بالتعاون مع الألعاب الأولمبية الخاصة، أول بطولة شاملة للرياضات الإلكترونية في أمريكا اللاتينية في 30 يوليو 2020.

## المواقف الثقافية

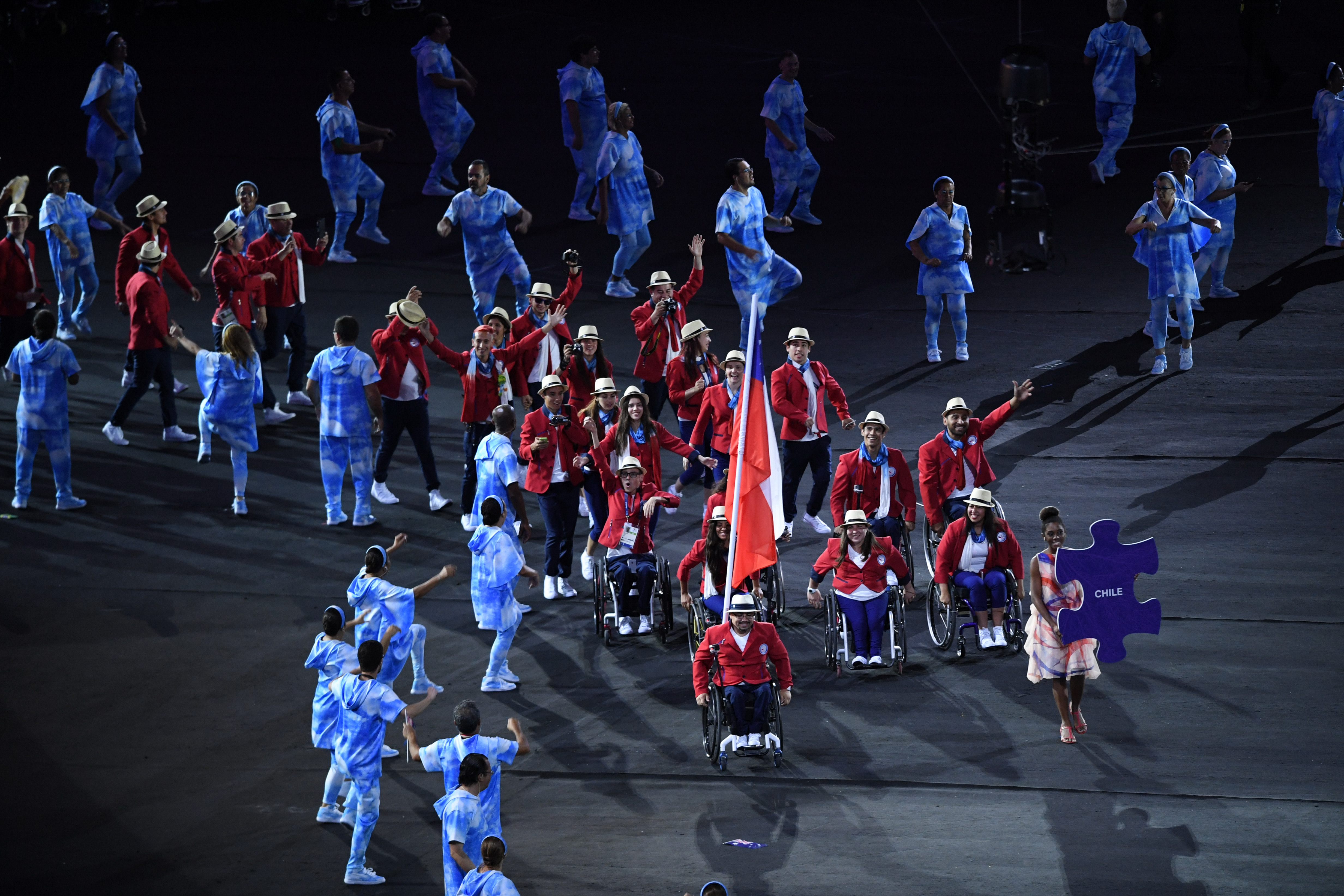
تشيلي في الألعاب البارالمبية 2016.

وقد دارت مناقشة أوسع نطاقًا حول حقوق الأشخاص ذوي الإعاقة في تشيلي في السنوات الأخيرة. تتمتع تشيلي بموقف إيجابي إلى حد كبير تجاه الأشخاص ذوي الإعاقة.
ومع ذلك، لا تزال هناك مواقف سلبية تجاه الأشخاص ذوي الإعاقة في بعض القطاعات. على سبيل المثال، يفترض بعض أصحاب العمل أن الموظفين ذوي الإعاقة سيكونون أكثر عرضة للحوادث أو أخذ أيام مرضية مقارنة بالموظفين غير المعاقين. وقد أبلغ بعض الأفراد عن تعرضهم للتمييز في ممارسات التوظيف. لا يتم توصيل حقوق العمال بشكل فعال، وبالتالي فإن الأفراد لا يعرفون دائمًا ما إذا كانت حقوقهم الشخصية تُنتهك أثناء التوظيف أو في مكان العمل. أفاد حوالي 24% من الأشخاص ذوي الإعاقات الذهنية بتعرضهم لنوع من التمييز ضدهم.
بعض الأفراد الذين يعانون من إعاقة جسدية دائمة يظلون على قيد الحياة من خلال التسول. في تشيلي، يُعرفون باسم «المتسولين الشرفاء» أو بالكلمة العامية macheteo.

## وصلات خارجية
- الدراسة الوطنية الثانية حول الإعاقة (بالإسبانية)